# 24847 Полесні
24847 Полесні (24847 Polesný) — астероїд головного поясу, відкритий 26 листопада 1995 року.
Тіссеранів параметр щодо Юпітера — 3,498.